# Junichiro Koizumi
Junichiro Koizumi (japanska: 小泉純一郎, Koizumi Jun'ichirō?), född 8 januari 1942, är en japansk liberaldemokratisk politiker. Han var Japans premiärminister 2001–2006.

## Biografi
Koizumi valdes till ledare för Liberaldemokratiska partiet (LDP) 2001 och har sedan dess gjort sig känd som en förespråkare för reformer, som har inriktat sig på Japans statsskuld och privatisering av landets postverk. Den 11 september 2005 vann LDP under hans ledning en av de största parlamentariska majoriteterna i Japans historia.
Den 20 september 2006 valdes Shinzo Abe till LDP:s nye partiledare, och den 26 september utsågs Abe att efterträda Koizumi som premiärminister. 
Koizumi har besökt Sverige en gång, våren 2006.